# Мелгасу (Пара)

Мелгасу на карте штата.

Мелгасу (порт. Melgaço) — муниципалитет в Бразилии, входит в штат Пара. Составная часть мезорегиона Маражо. Входит в экономико-статистический микрорегион Портел. Население составляет 24 808 человек на 2010 год. Занимает площадь 6774,018 км². Плотность населения — 3,66 чел./км².
Праздник города — 11 ноября.

## Демография
Согласно сведениям, собранным в ходе переписи 2010 г. Национальным институтом географии и статистики (IBGE), население муниципалитета составляет:
| Полное население                               | Полное население                               | Полное население                               | Полное население                               | 24 808 |
| ---------------------------------------------- | ---------------------------------------------- | ---------------------------------------------- | ---------------------------------------------- | ------ |
| в том числе:                                   | Городское население                            | 5503                                           | Процент городского населения, %                | 22,18  |
|                                                | Сельское население                             | 19 305                                         | Процент сельского населения, %                 | 77,82  |
|                                                | Мужское население                              | 13 227                                         | Процент мужского населения, %                  | 53,32  |
|                                                | Женское население                              | 11 581                                         | Процент женского населения, %                  | 46,68  |
| Плотность населения, чел/км²                   | Плотность населения, чел/км²                   | Плотность населения, чел/км²                   | Плотность населения, чел/км²                   | 3,66   |
| Население муниципалитета в % к населению штата | Население муниципалитета в % к населению штата | Население муниципалитета в % к населению штата | Население муниципалитета в % к населению штата | 0,33   |

По данным оценки 2015 года население муниципалитета составляет 26 397 жителей.

## Статистика
- Валовой внутренний продукт на 2003 год составляет 25 466 815,00 реалов (данные: Бразильский институт географии и статистики).
- Валовой внутренний продукт на душу населения на 2003 год составляет 1075,68 реалов (данные: Бразильский институт географии и статистики).
- Индекс развития человеческого потенциала на 2000 год составляет 0,525 (данные: Программа развития ООН).

## Административное деление
Муниципалитет состоит из 2 дистриктов:
| № | Наименование дистрикта | Наименование дистрикта (порт.) | Территория, км² | Население, чел.(2010) | Население, чел.(2010) | Население, чел.(2010) | Плотность, чел./км² | Код дистрикта |
| № | Наименование дистрикта | Наименование дистрикта (порт.) | Территория, км² | всего                 | городское             | сельское              | Плотность, чел./км² | Код дистрикта |
| 1 | Мелгасу                | Melgaço                        | 5041,29         | 19 087                | 5503                  | 13 584                | 3,79                | 150450505     |
| 2 | Ареяс                  | Areias                         | 1732,73         | 5721                  | -                     | 5721                  | 3,3                 | 150450510     |

## Важнейшие населенные пункты
| № | Населённый пункт | Населённый пункт (порт.) | Категория | Население чел. (2010) | На карте                       |
| - | ---------------- | ------------------------ | --------- | --------------------- | ------------------------------ |
| 1 | Мелгасу          | Melgaço                  | город     | 5503                  | 1°48′21″ ю. ш. 50°42′54″ з. д. |